# Lars Nordstrand
Lars Staffan Nordstrand, född 5 april 1949, har arbetat i ledande ställningar inom lokaltrafiksektorn. 
Han var under 2006 tillförordnad VD för Storstockholms Lokaltrafik, SL. Nordstrand var tidigare företagets trafikdirektör.
Han slutade som trafikdirektör 2008 för att bli arbetande styrelseordförande i Keolis Nordic AB med dotterföretag. Detta är ett franskägt företag som driver  lokaltrafik på entreprenad åt trafikförvaltningar i de nordiska länderna. 